# Харрисон, Уоллес Кёркмен
Уоллес Кёркмен Харрисон (англ. Wallace Kirkman Harrison; 28 сентября 1895[…], Вустер, Массачусетс — 2 декабря 1981[…], Нью-Йорк, Нью-Йорк) — американский архитектор; член Национальной академии дизайна и Американской академии искусств и литературы. Кавалер Золотой медали Американского института архитектуры (1967).

## Биография
Уоллес Харрисон родился 28 сентября 1895 года в городе Вустере. В юные годы он посещал занятия по инженерному делу в Политехническом институте родного города и лекции по архитектуре в Бостонском архитектурном клубе (ныне Бостонский архитектурный колледж); учился в Парижской школе изящных искусств в начале 1920-х годов и получил стипендию Ротча Тавелинга в 1922 году.
С 1916 по 1923 год Уоллес Кёркмен Харрисон с большой отдачей работал в архитектурной фирме «McKim, Mead & White» и компании принадлежащей Бертраму Гросвенору Гудхью, а позже, когда сам стал известен благодаря реализации крупных общественных проектов в городе Нью-Йорке (включая участие в постройке знаменитого Рокфеллер-центра) и северной части одноимённого штата, сам сформировал ряд архитектурных партнерств. Кроме того Харрисон работал дизайнером и советником по архитектуре у вице-президента США Нельсона Рокфеллера, особенно в те годы, когда последний занимал пост губернатора штата Нью-Йорк; возможно получению этой должности способствовало то, что шурин (брат жены) Харрисона был женат на дочери Джона Дэвисона Рокфеллера Младшего — Олдрич Эбигейл Рокфеллер (1903—1976), известной в США благотворительнице.
В 1941 году Харрисон вместе с Максом Абрамовицем основал архитектурную фирму «Harrison & Abramovitz». В партнёрстве с Абрамовицем У. К. Харрисон спроектировал множество университетских и корпоративных зданий, в том числе Время & Жизнь (1959) и Socony-Mobil (1956), которые стали достопримечательностями Большого яблока.
Основные проекты Харрисона отличаются прямолинейностью планирования и разумным функционализмом, хотя сопутствующие проекты жилых домов демонстрируют более экспериментальный талант. В третьем издании «Большой советской энциклопедии» даётся следующая оценка построенным им объектам: «В постройках Х. эффектно используются достижения современной архитектурной и инженерной мысли; в них, однако, сказываются эклектичность концепции и установка на коммерческий успех».
Также Харрисон спроектировал здание всемирно известного театра Метрополитен-опера в Линкольн-центре в Нью-Йорке.
Харрисон собирал работы Колдера и Леже и заказывал новые для зданий, которые он проектировал, включая свой загородный дом на Лонг-Айленде в Вест-Хиллз, Нью-Йорк, павильон на Всемирной выставке в Нью-Йорке 1939 года, различные части Рокфеллер-центра и штаб-квартиру Организации Объединенных Наций.
В 1938 году он был принят в Национальную академию дизайна в качестве ассоциативного члена, а в 1948 году стал полноправным академиком. Также Харрисон был членом Американской академии искусств и литературы.
Уоллес Кёркмен Харрисон умер 2 декабря 1981 года в городе Нью-Йорке.